# Museo archeologico etrusco De Feis

Bucchero del Museo De Feis

Cratere del Museo De Feis

Ex-voto del Museo DeFeis

Il museo archeologico etrusco De Feis è un museo privato di Napoli, dedicato all'archeologia etrusca, inaugurato nel febbraio 2015 presso l'istituto Denza a Posillipo. 

## Collezione
Il museo ospita la collezione "Alla Querce", raccolta per donazioni e acquisti tra il 1869 e il 1882/1888 dal padre barnabita Leopoldo De Feis, insegnante di latino e greco presso il Collegio fiorentino "Alla Querce" e autore di articoli scientifici incentrati sulla lingua etrusca affrontati partendo dalla disamina di oggetti della collezione.

### Formazione e descrizione della collezione
La collezione comprende circa 800 reperti, dei quali 250 oggetti provengono da Orvieto o dall'Etruria, acquistati prevalentemente sul mercato antiquario, come era possibile all'epoca, mentre una ventina furono donati dai convittori orvietani Carlo e Giuseppe Zampi (1877-1887). Dalle necropoli di Orvieto, scavate ufficialmente a partire dal 1872, provengono ceramiche arcaiche ed etrusco-ellenistiche, forme comuni per il banchetto e il consumo del vino, deposte nelle tombe come corredo d'accompagno del defunto. Tra le ceramiche di bucchero si annoverano: calici a pareti ondulate, calici con decorazione “a cilindretto”, coppe su alto e basso piede, ciotole, oinochoai (brocche) in bucchero pesante con decorazione a rilievo; di questi materiali, un gruppo cospicuo presenta iscrizioni o simboli in lingua etrusca graffiti sulla superficie. Frutto di donazioni o acquisti, sono gli oggetti di bronzo provenienti dall'Etruria meridionale: tra questi attingitoi a rocchetto e strigili provenienti dal sito di Talamone e uno specchio di bronzo proveniente da Sovana. Appartiene inoltre alla collezione un sarcofago della produzione di Tuscania. Si tratta di un prodotto seriale di officine specializzate, probabilmente da ricercarsi tra le stesse botteghe coroplastiche che fabbricavano i decori architettonici e la piccola ceramica votiva. 
Un altro cospicuo nucleo della collezione è composto da 47 reperti provenienti da Montesarchio (Caudium), donati nel 1875 da Francesco d'Avalos, padre del convittore Giuseppe. I materiali si inquadrano tra il VII e il IV secolo a.C. e comprendono diversi crateri a figure rosse di fabbrica campana, ceramica a vernice nera, una brocca di bucchero di produzione campana e una fibula del tipo con arco “a ghiande”. 
Singole donazioni completano la collezione, tra cui un bronzetto arcaico raffigurante una Minerva, donata dal marchese Carlo Strozzi al De Feis durante una visita formale, un'urna cineraria in vetro soffiato di epoca romana, ex-voto provenienti dal deposito votivo etrusco-laziale di Ciciliano, un gruppo di lucerne del periodo imperiale e alcune epigrafi provenienti da Roma (68 reperti), donate da padre Luigi Bruzza. 
Frammenti ceramici dell'età del bronzo e materiali della fase finale dell'età del ferro e provenienti dal territorio di Napoli (60 reperti) furono donati dai fratelli Montuoro. 
L'intera collezione esprime il gusto collezionistico ottocentesco e fu sistemata dal De Feis in armadi e teche basse poste in due sale di ricevimento del collegio fiorentino.

### Storia successiva e allestimenti
Dopo la morte del suo fondatore, avvenuta nel 1909, la collezione fu a più riprese rimossa, e solo una minima parte venne lasciata in esposizione. Il sarcofago etrusco fu invece collocato sullo scalone che immetteva alle camerate, e lì vi rimase almeno fino agli anni ‘90.
Un primo esame scientifico della collezione fu effettuato da Giovannangelo Camporeale, che individuò il materiale di origine orvietana. La direzione del collegio fiorentino provvide ad una revisione dei restauri ottocenteschi, quindi rimuovendo le suture con filo di ferro e le colle che univano i frammenti combacianti, separando frammenti tra loro non pertinenti ed eliminando le integrazioni in polvere di gesso che ricostruivano le parti mancanti del vaso secondo criteri filologici non coerenti. 
La direzione dell'istituto provvide inoltre nel 1987 a un primo allestimento, con brevi e generiche didascalie dei soli reperti 'notevoli', supervisionato da Guglielmo Moetzke e Antonio Paolucci. I materiali furono ordinati secondo criteri crono-tipologici, tenendo conto dei dati di provenienza.
Dopo la chiusura definitiva dell'istituto fiorentino, il 18 luglio 2003 la collezione "De Feis" fu dichiarata "di eccezionale interesse archeologico e storico-artistico" e quindi trasferita, in casse, nei depositi di Villa San Paolo, sempre a Firenze, l'altra sede territoriale barnabita. Nel luglio 2014 la collezione fu nuovamente trasferita presso l'istituto collegio "Denza" di Napoli, dove è stata riallestita in tre sale.

## Esposizione
- Prima sala (giallo): materiali arcaici di provenienza orvietana;
- Seconda sala (blu): materiali etrusco-ellenistici e materiali della donazione D'Avalos;
- Terza sala (rosso): materiale arcaico e romano eterogeneo, raggruppato per provenienza, cronologia e donazioni.
- Corridoio che conduce al sarcofago